# Hatha yoga
Le haṭha yoga (sanskrit IAST : Haṭhayoga ; devanāgarī : हठयोग) est une forme particulière de yoga qui vient de l'Inde sous l'impulsion du texte Haṭha Yoga Pradīpikā attribué au yogi Svatmarama et des Yoga Upanishad tardives, avant d'atteindre, au XXe siècle, l'Occident. Il signifie « yoga d'effort » et concerne principalement l'éveil spirituel par les postures correctes (āsana), la discipline du souffle (prāṇāyāma), les méthodes de purification (kriyas), les restrictions (Yamas et Niyamas) et la méditation (dhyāna). 
Aujourd'hui, il constitue une pratique sous des formes diverses s'appuyant sur le travail corporel et l'attitude mentale correspondante. Il fait aussi l'objet d'un commerce dans le monde du développement personnel et du bien-être.

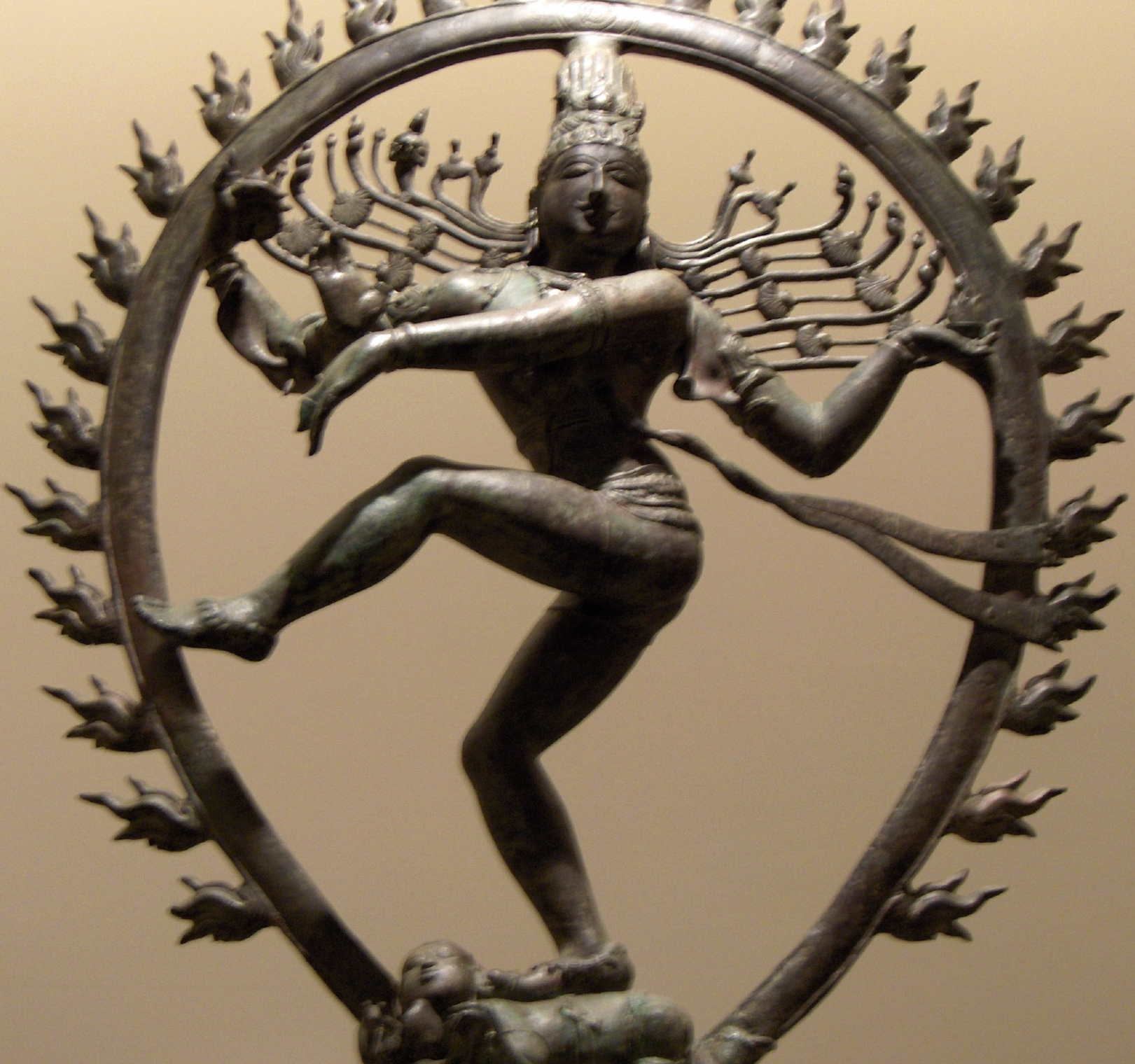
Nataraja, Shiva et la danse cosmique

## Lexique
Haṭha (हठ en écriture devanāgarī) est un mot de la langue sanskrite. Il peut se présenter en composition comme dans l'expression haṭhayoga (हठयोग en devanāgarī). Les ouvrages édités en Occident omettent généralement le point sous le t de « haṭha », signe diacritique désignant la prépalatale rétroflexe sanskrite, pour des raisons typographiques. Haṭha yoga peut se traduire en français par « yoga de la ténacité » ou « yoga de la vive force ».
Une interprétation symbolique répandue fait du haṭha yoga l'union du Soleil (ha) et de la Lune (ṭha),,, « c'est-à-dire de toutes les dualités : Idâ et Pingalâ, souffle inspiré et souffle expiré, masculin et féminin, etc. ».

## Histoire
L'origine du haṭha yoga est bien antérieure au XVe siècle de notre ère, date à laquelle il est codifié dans le texte sanskrit intitulé Haṭha Yoga Pradīpikā, « Petite torche du haṭha yoga », composé par le Yogi Svātmārāma. En effet, le haṭha yoga a reçu des influences tantriques et shivaïtes remontant à l'époque médiévale des siddha yogin. On trouve également l'utilisation de postures dans la civilisation harappéenne. En Occident, la pratique du haṭha yoga s'est popularisée au XXe siècle.

### Indus
Dans les années 1920, une équipe d'archéologues dirigée par John Marshall découvre, sur les bords de l'Indus (Pakistan actuel), les ruines de la cité de Mohenjo-daro qui aurait été fondée trois mille ans avant notre ère. Parmi les objets mis au jour lors de ces fouilles, des sceaux illustrés de personnages dans des postures (āsana) de méditation telle la position du lotus ont provoqué un débat, sans qu'il y ait de certitude à ce sujet, sur la possibilité que le yoga ait existé bien avant qu'ils soient amenés dans le nord de l'Inde par les aryens et avant même les Veda,,,,. Selon Mikel Burley, de l'université de Leeds, « une autre erreur consiste à penser que le haṭha yoga est relativement récent dans la tradition indienne (…). On trouve en fait des postures au sein de la culture Harappan (…), ceci démontre que les pratiques classiques du haṭha yoga reposent sur des traditions plus anciennes ». Mais de penser, en voyant des artefacts de yogis en position de méditation, qu'il s'agit du haṭha yoga est très rapide. La méditation existait bien avant le haṭha yoga et la position du lotus n'appartient pas exclusivement au haṭha yoga. Certains pensent plutôt que la spiritualité de la civilisation serait le yoga des origines, un yoga à visée mystique comme le rāja yoga, et le yoga que Krishna enseignait à Arjuna, comme décrit dans la Bhagavad-Gītā[réf. nécessaire].

### En Inde

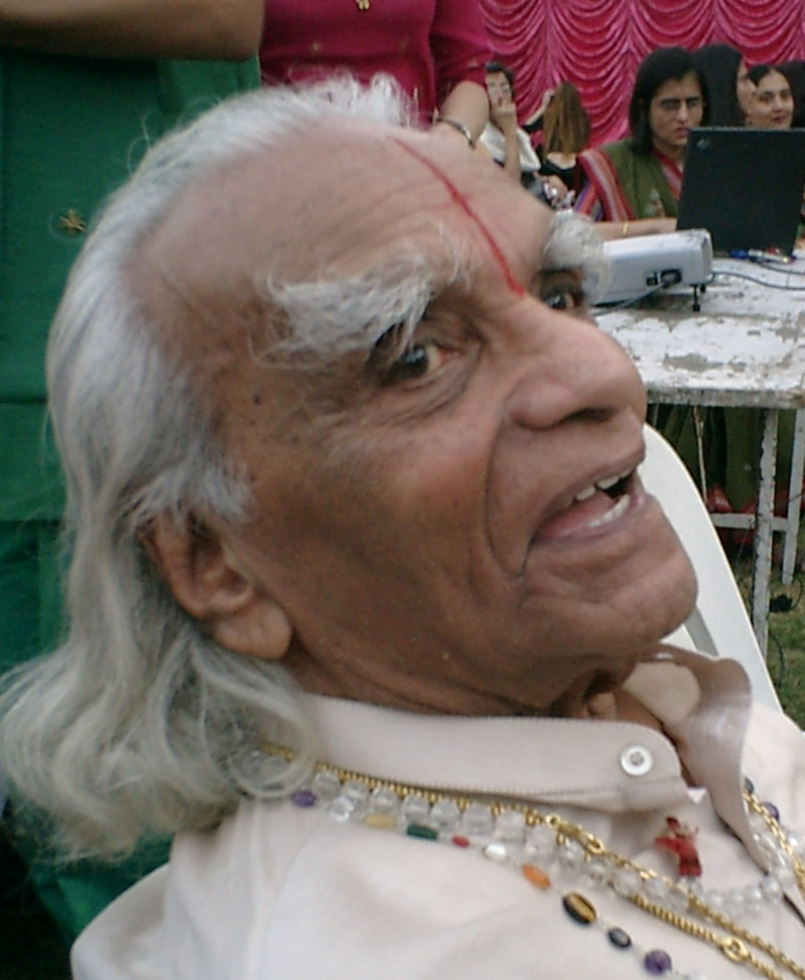
B.K.S. Iyengar

En Inde, la plus ancienne pratique du yoga doit ses lettres de noblesse aux Yoga sūtra de Patañjali (IIe s. av. J.-C.). C'est le Yoga classique, ou rāja yoga, qui a pour but la libération ou délivrance (mokṣa ou kaivalya en sanskrit). Le haṭha yoga, lui, est une forme plus tardive de Yoga élaborée par les nātha ou siddha yogis vers le XIIe siècle, et recherchant la perfection corporelle comme moyen d'accès à la libération spirituelle. Cette forme de Yoga est codifiée dans le texte sanskrit intitulé Haṭha Yoga Pradīpikā, « Petite torche du haṭha yoga », composé par le Yogi Svātmārāma (XVe s.) et commenté par Brahmānanda, auquel il faut ajouter la Gheraṇḍa saṃhitā et la Śiva saṃhitā. Par ailleurs, la Centurie de Gorakṣa (Gorakṣaśataka) et le Guide des principes des Siddhas (Siddha Siddhānta Paddhati) sont des textes de la même école.
Bellur Krishnamachar Sundararaja Iyengar (1918-2014) est un maître de haṭha yoga, actif en Inde méridionale, à Pune. Yehudi Menuhin et Jiddu Krishnamurti figurent parmi ses plus célèbres élèves. Son enseignement et celui de Pattabhi Jois se fondent sur leurs expériences à Mysore, dans les années 1930, avec Krishnamacharya dont les fils, T.K.V. Desikachar, et Sri T K Sribhashyam sont aussi professeur de haṭha yoga.
Afin de tenter d'arrêter des tentatives de demandes de droits de copyright sur la pratique de certains āsana de yoga (comme c'est déjà le cas aux États-Unis pour plus de 200 āsana) de la part de certains enseignants opportunistes, l'Inde a achevé une documentation décrivant 1 300 āsana qui sera transférée à la « Bibliothèque numérique des savoirs traditionnels » (TKDL - Traditional Knowledge Digital Library), qui rendra publiques ces connaissances ancestrales. Cette documentation est fondée sur : Srimad Bhagavat Gītā, Vyāsa Bhashya, Yogāsana Vijñāna, Haṭha Pradīpikā, Gheraṇḍa Saṃhitā, Śiva Saṃhitā, le Yoga sūtra de Patañjali et Sandra Satkarma pour expliquer en détail et en différentes langues tous les āsana connus et les références sur le yoga.
En novembre 2014, le Premier ministre indien Narendra Modi crée un Ministère du yoga, dont les prérogatives s'étendent aussi aux médecines traditionnelles indiennes : āyurveda, yūnānī et siddha, incluant aussi l'homéopathie et la naturopathie,.

### En Occident et à travers le monde
En Occident, le haṭha yoga est devenu assez populaire en tant que pratique d'exercices purement physiques se détachant de son but originel de libération spirituelle (kaivalya). Certains considèrent même que le yoga, et le haṭha yoga en particulier, a pu être « dévoyé » par des pratiquants occidentaux. Le haṭha yoga n'est qu'un des différents types de yoga.
Le yoga de manière générale serait pratiqué par 250 millions de personnes dans le monde. En 2014, le yoga représente un marché 225 milliards de dollars. L'historienne Meera Nanda indique : « Quelque 16 millions d'Américains pratiquent une forme ou une autre de yoga, comme activité physique principalement. Ainsi, ce que la plupart d'entre eux appellent yoga est en fait le haṭha yoga, qui consiste en des postures corporelles ou āsana, des étirements et des exercices de respiration. […] Les Américains ne sont pas les seuls à préférer le yoga postural à celui de méditation : en Inde aussi, des centaines de millions de personnes suivent les enseignements de Baba Ramdev, qui prône un yoga axé sur les āsana et associé à la médecine ayurvédique. ».
En décembre 2014, l'Assemblée générale des Nations unies adopte, à 177 voix (sur 193), une résolution initiée par le Premier ministre indien Narendra Modi invitant les pays membres à soutenir l'idée d'une « Journée internationale du yoga », le 21 juin, afin de « faire connaître les bienfaits de la pratique du yoga ».
Ce succès est dû au fait que, contrairement aux yoga sūtra, en « huit degrés » (aṣṭāṅga), le texte référent du haṭha yoga (Haṭha Yoga Pradīpikā) est de nature pratique et fait une large place aux postures (āsana) et au contrôle du souffle (prāṇayāma), qui sont les troisième et quatrième degrés du yoga de Patañjali. On néglige en Occident les techniques difficiles (bandha, mudrā, écoute du son intérieur) et les disciplines de concentration (samādhi) qui forment les troisième et quatrième degrés du haṭha yoga, le faisant déboucher sur le rāja yoga avec son aspiration à la Délivrance de l'existence conditionnée.

#### France
En France, la première école de haṭha yoga fut fondée en 1945, à Paris, par le professeur de philosophie et journaliste Félix Guyot qui écrivit, sous le pseudonyme de Constant Kerneïz, de nombreux ouvrages concernant l'hindouisme et le yoga, rassemblés en une somme nommée Collection Hatha-Yoga. Parmi les œuvres de cet érudit peuvent être citées : Le Haṭha yoga ou l'Art de vivre selon l'Inde mystérieuse (éditée en 1936), Haṭha yoga : culture physique hindoue (éditée en 1939), Postures et respirations du hatha yoga (éditée en 1951), Le Karma yoga ou l'Action dans la vie selon la sagesse hindoue (éditée en 1954).
Shri Mahesh Ghatradyal fut le premier indien à émigrer en France pour y enseigner, dès 1947, le haṭha yoga aux Occidentaux.
Aujourd'hui, plus de 3 millions de personnes pratiquent le yoga en France[réf. nécessaire].

#### Canada
Au Canada, la journaliste Suzanne Piuze créa en 1972 à Eastman, en Estrie au Québec, un Centre de haṭha et de rāja yoga qui porte son nom.

#### États-Unis

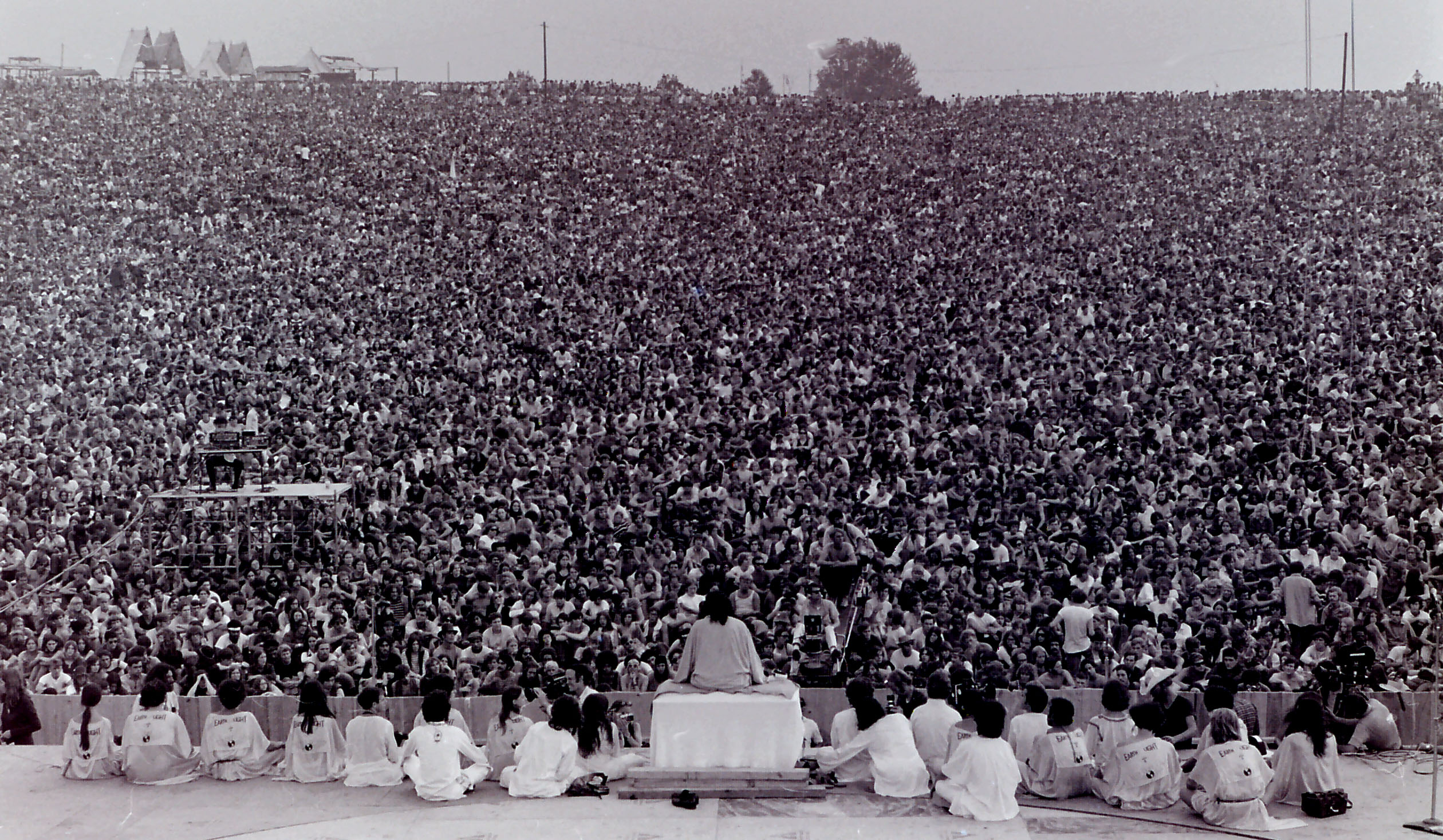
Swami Satchidananda lance l'ouverture officielle du festival de Woodstock en faisant psalmodier Om̐ par la foule.

Selon l'auteur Philip Goldberg, « personne n'a davantage contribué à l'essor du yoga moderne que Swami Satchidananda, qui a commencé la formation des enseignants américains dans les années 1970. Son héritage est également évident dans l'acceptation croissante du yoga dans la communauté médicale traditionnelle. ».
En 2005, aux États-Unis, il est estimé que 30 millions d'Américains pratiquent le haṭha yoga. Les Américains dépenseraient environ 3 milliards de dollars par an dans des cours de yoga qui est très populaire parmi les stars d'Hollywood. Oprah Winfrey l'apprécie beaucoup, tout comme Madonna, Sarah Jessica Parker, Jennifer Aniston, Cameron Diaz, Gwyneth Paltrow, Jane Fonda, Tina Turner ou encore Angelina Jolie. En 2013, pour la Maison-Blanche, « le Yoga est devenu un langage universel de l'exercice spirituel aux États-Unis, franchissant de nombreuses lignes religieuses et culturelles […]. Chaque jour, des millions de personnes pratiquent le yoga pour améliorer leur santé et leur bien-être général. C'est pourquoi nous encourageons tout le monde à participer à la Presidential Award Active Lifestyle, et ainsi montrer votre soutien pour le yoga et répondre au défi », au moment où certaines écoles en Amérique s'opposent à cette ancienne pratique indienne, disant qu'elle promeut l'hindouisme dans les écoles et qu'un procès est en cours en Californie. Le juge John Meyer a donné son verdict : « Le yoga ne favorise pas l'hindouisme dans les écoles de Californie » ; c'est un « phénomène culturel typiquement américain », dans cette affaire intentée par groupe chrétien.

#### Russie
Alors qu'il était interdit en Union soviétique et qualifié de gadget transcendantal favorisant la pensée individualiste, en 2010, le yoga et la méditation connaissent un véritable boom à Moscou et le président Dmitri Medvedev se considérait comme « le premier yogi de l'État ».
En 2014, à l'occasion du 15e sommet annuel Inde-Russie, le président Vladimir Poutine et le Premier ministre indien Narendra Modi signent des accords cruciaux ; leur déclaration conjointe inclut que l'Inde et la Russie encourageront leur coopération afin de promouvoir la santé et la remise en forme à travers les méthodes traditionnelles indiennes du yoga et de l'āyurveda, y compris à travers des centres et des camps de yoga et des centres ayurvédiques.

## Pratique du haṭha yoga en Inde
Patañjali, dans ses Yoga Sūtra, énumère huit membres du yoga (aṣṭāṅga) : yama, niyama, āsana (les postures), prāṇāyāma (contrôle du souffle vital), pratyāhāra (rétractation intérieure des sens), dhāraṇa (concentration), dhyāna (méditation), samādhi (contemplation préparant la libération spirituelle).
La pratique indienne du haṭha yoga s'attache à développer le contrôle du souffle (prāṇāyāma) et la stabilité des postures (āsana) qui peuvent s'enchaîner en séquences quasi-chorégraphiques telle la Salutation au Soleil (Sūryanamaskāra). Il est dit dans la Haṭha Yoga Pradīpikā (IV, 79) : « ceux qui pratiquent seulement le haṭha yoga sans connaître le rāja yoga, je pense qu'ils se donnent beaucoup de peine sans aucun fruit. »
Extrait de la Śvetāśvatara upaniṣad (2.8-15) : « tenant son corps fermement avec les trois parties érigées, et guidant avec son esprit ses sens jusqu'au cœur, un homme sage avec l'équipement du brahman peut dépasser toutes les craintes provenant des flots… Quelqu'un qui pratique les préceptes yogiques aperçoit ici la nature du brahman. ».

## Pratique du haṭha yoga en Occident
En Occident, la grande majorité des séances de yoga s'articulent autour d'un certain nombre de postures organisées selon les niveaux des participants et l'objectif de la séance (bhāvana). La respiration peut être rythmée au sein des postures ou concentrée pendant un temps privilégié. La séance se termine généralement par un moment de relaxation. Ces trois constituants peuvent être disposés de manière très différente selon les écoles, le moment de la journée, l'âge et l'attente des participants. Moins fréquemment, des extraits des Yoga Sūtra peuvent être chantés, ainsi que des mantra ; cette étape est plus fréquente dans son contexte, en Inde.
La pratique occidentale du haṭha yoga se veut une recherche de l'unité de toutes les modalités physiques et psychiques qui composent l'être humain.[réf. nécessaire] La pratique met l'accent sur l'expérimentation d'opposés complémentaires, tels : féminin/masculin, mouvement/immobilité, inspiration/expiration, résistance/lâcher-prise. Posture, respiration et méditation peuvent tour à tour culminer dans la pratique. Avec la maturité et dans une difficulté croissante, elles se combinent par deux : postures/respiration ou postures/méditation, et par trois : postures/respiration/méditation.
Toute posture (āsana) que le corps peut adopter sera du yoga tant que l'intensité respectera le contentement qui ressortira de cette pratique. La non-violence envers son propre corps, l'humilité, sont des principes qui évitent de confondre yoga et acrobatie.
Les postures peuvent être statiques. Quand elles sont dynamiques, elles peuvent se pratiquer selon un enchaînement précis, souvent selon un ordre respiratoire particulier.
Il faut une certaine expérience pour prendre une posture dans une détente « structurée », avec une respiration régulière ainsi qu'un bon alignement vertébral coordonné avec les alignements des autres segments corporels.
Les postures ont un impact :
- en matière d'étirement, ce qui favorise un assouplissement musculaire et soulage les douleurs issues des tensions ;
- en matière de massage des organes internes, par compression et décompression successives ;
- en matière de concentration et d'une certaine connaissance de soi, pour pouvoir contracter les muscles nécessaires à l'architecture de la posture ou au contraire détendre ceux qui s'y opposent.

### La respiration (prāṇayāma)
Les quatre phases de base de la respiration sont explorées : l'inspiration, la rétention poumons pleins, l'expiration et la rétention poumons vides. Dans les niveaux avancés de pratiques, d'autres phases sont explorées.
Différents exercices mettent l'accent sur[réf. nécessaire] :
- une ou plusieurs de ces quatre phases ;
- la vitesse et le rythme d'exécution soit lent, soit rapide ;
- une narine seule ou deux narines alternées ou deux narines ensemble ;
- une production ou une absence de son ;
- une durée compatible avec les capacités du pratiquant.

Ces techniques de prāṇayāma permettraient le développement de la concentration en diminuant la dispersion mentale, et lorsqu'une base de recueillement suffisante a été établie, le corps et l'esprit pourraient acquérir une vigueur et une vitalité nouvelle en puisant à même l'énergie du prāṇa.
Elles favoriseraient aussi l'aptitude à supporter les stress par la prise de conscience du rythme irrégulier de la respiration, pour la ramener vers un rythme plus lent.
André Van Lysebeth, dans son ouvrage Prāṇayāma, la dynamique du souffle, émet l'hypothèse que le prāṇa correspond aux ions négatifs de l'air environnant. Cependant, la théorie pranique préscientifique y voit une force vitale, possiblement plus fondamentale, à la base de toute vie et de toute conscience.

### La relaxation

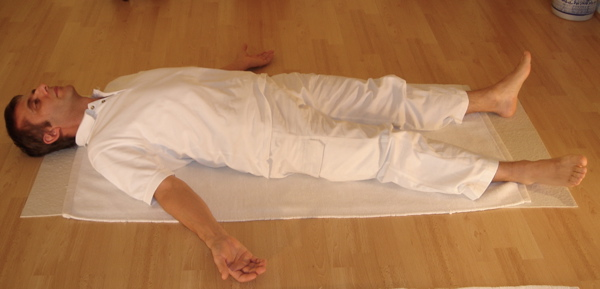
Śavāsana.

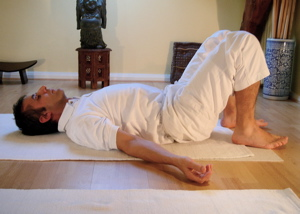
Śavāsana genoux pliés.

On pourrait dire de la relaxation qu'il s'agit d'un samādhi mineur, ou d'un entraînement à la méditation.
Cette phase, qui conclut généralement la séance, s'accomplit en position assise ou allongée et vise l'éclosion d'un sentiment de paix. Elle s'accompagne d'une respiration lente et profonde, de suggestions ou de sons très doux.
La relaxation prépare à la méditation. La méditation selon qu'elle soit objective ou non, « volitive » ou non, accède à des niveaux différents.

### La méditation
La concentration posturale ou respiratoire va inclure des aspects divers comme la vitesse, l'adresse et la coordination. Du point de vue du yoga, persévérer dans la stabilité posturale, favorise la concentration et à la longue favorise une stabilité psychologique. La pratique régulière des āsana et du prānāyāma déployée dans une ambiance tranquille et sans compétition conduit à un moment de silence, d'arrêt des perturbations du mental. En cela, le haṭha yoga est considéré comme une phase préparatoire à la méditation profonde.

## Physio-anatomie du haṭha yoga

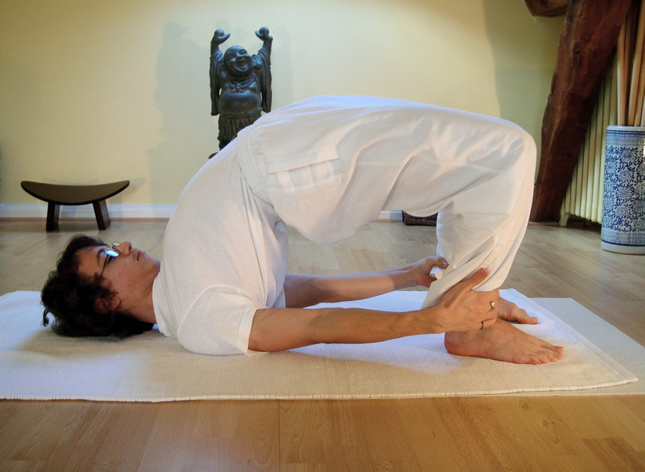
Posture de la table à deux pieds.

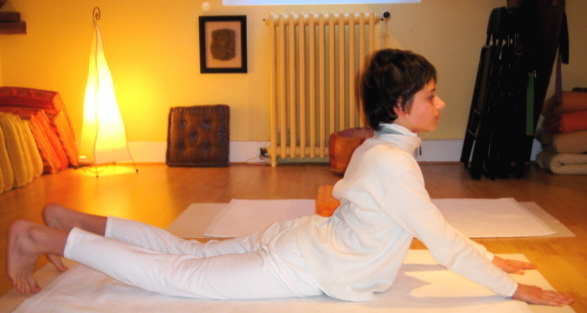
Posture du cobra.

À un niveau intermédiaire, le pratiquant persévérant commence une connaissance de soi où progressivement vont apparaître les habitudes qui entretenaient des pensées ou des attitudes négatives. Lorsque les pratiques (posturale, respiratoire ou autre) deviennent à leur tour objet de méditation, concentration et stabilité mentale ont atteint un niveau certain de qualité. La méditation occupe une place plus importante que les autres pratiques, le corps étant libéré de ses tensions.
À un niveau de pratique très poussé, l'illusion des projections et identifications personnelles (Māyā) disparaît, permettant au Soi de se révéler dans sa véritable nature.
Au fil des années de pratique, les différences entre les techniques de yoga s'amenuisent[réf. nécessaire], puisque toutes convergent vers le même but ; la concentration perd de son caractère volontariste pour devenir « attention sans intention ». Progressivement, cette attention s'intègre à tous les instants de la vie, même dans les plus petits événements. Le devoir quotidien perd de sa pesanteur, en permettant l'ouverture au discernement et à l'humilité.

### Principes
Les divers mouvements et positions sont appelées āsana et leur exécution nécessite une complète présence au geste ainsi qu'un patient engagement afin de coordonner tous les éléments qui y sont mis en jeu. Dans le haṭha yoga, il est dit que le corps est un laboratoire où peuvent être vécus en direct les réussites comme les échecs. Cette recherche pragmatique se doit de rester constamment avertie des abîmes d'orgueil que représentent les prouesses corporelles. L'orgueil est effectivement en totale contradiction avec les objectifs d'humilité et d'harmonie que la tradition du yoga a tracés depuis des millénaires.
Dans son aspect purement physique, le haṭha yoga ne diffère que peu d'un entraînement physique ou sportif.[réf. nécessaire]

#### Coordination avec la respiration
Respecter l'ordre d'un enchaînement de postures nécessite d'entraîner sa concentration, et incite le pratiquant à s'interroger sur la logique du fonctionnement de la mécanique corporelle. Coordonner l'inspiration avec les mouvements demande plusieurs mois. Classiquement la coordination de la respiration avec les mouvements et positions reste dans la logique de la plupart des sports : l'inspiration accompagne les mouvements et positions en ouvertures, et l'expiration les mouvements ou positions en fermeture.

#### Assouplissement
Comme d'autres formes d'entraînements physiques, la pratique régulière du haṭha yoga permet de conserver ou de récupérer une capacité d'amplitude dans les mouvements. La souplesse est très différente d'une personne à l'autre, selon, par exemple : l'âge, le mode de vie, et d'éventuelles pathologies (traumatismes ou rhumatismes), etc. Elle peut varier sur une même personne, d'un jour à l'autre, d'une articulation à l'autre, ou selon la latéralité.

#### Renforcement musculaire
Une fois passée la période de la petite enfance (4-5 ans), le mode de vie actuel n'entretient plus suffisamment la musculature, qui tend à s'affaiblir. Il y a donc un entretien à mettre en place favorisé par le travail postural.
Deux sortes de contractions peuvent être mises en jeu :
- Les contractions dynamiques :

Elles se rencontrent pendant les mouvements. Des contractions musculaires entraînent ou freinent les mouvements. Ainsi dans une flexion en avant de type uttanāsana, la contraction des extenseurs de hanche provoquera la remontée du buste. L'attention permet de relâcher ces mêmes extenseurs pour permettre la descente en douceur.
- Les contractions statiques :

Une fois qu'une position a été prise, il n'y a plus de mouvement et son maintien demande une contraction musculaire sélective. Si des muscles non indispensables au maintien de la position ont été sollicités, la posture manque de grâce et devient épuisante. Maintenir la posture tout en prêtant attention à ce qui se passe dans le corps va permettre d'affiner et d'ajuster le geste en libérant des tensions inutiles. En bout de ligne, le terme āsana devient synonyme d'aisance, comme se plaisait à le souligner Alain Daniélou.

### Territoire d'élection des postures

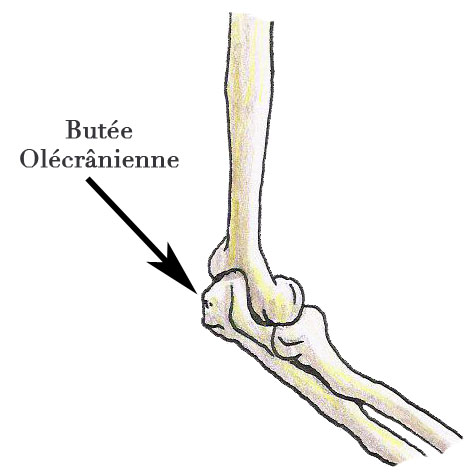
Olécrâne.

#### Limitation ostéo-articulaire
Par sa propre forme et celle de ses surfaces articulaires, l'os permet ou limite les mouvements. Par exemple, en extension, le bec de l'olécrane se loge dans la fossette olécranienne et fait butée ; en fin d'extension, les deux os arrivent dans le prolongement l'un de l'autre. L'extension du coude est donc très limitée.

#### Le muscle
Il est à la fois contractile et élastique. Si dans une posture un muscle est étiré, un certain allongement se produit, qui peut être durable. La plupart des muscles du corps peuvent devenir des entraves au mouvement, soit parce que leur enveloppe aponévrose est rétrécie, soit parce que leurs fibres sont dans un état de contraction musculaire (tonus) trop important et s'opposent aux étirements ; le stress entraîne souvent une contraction rémanente qui devient inconsciente et permanente (épaules hautes, mâchoires serrées).

#### L'articulation

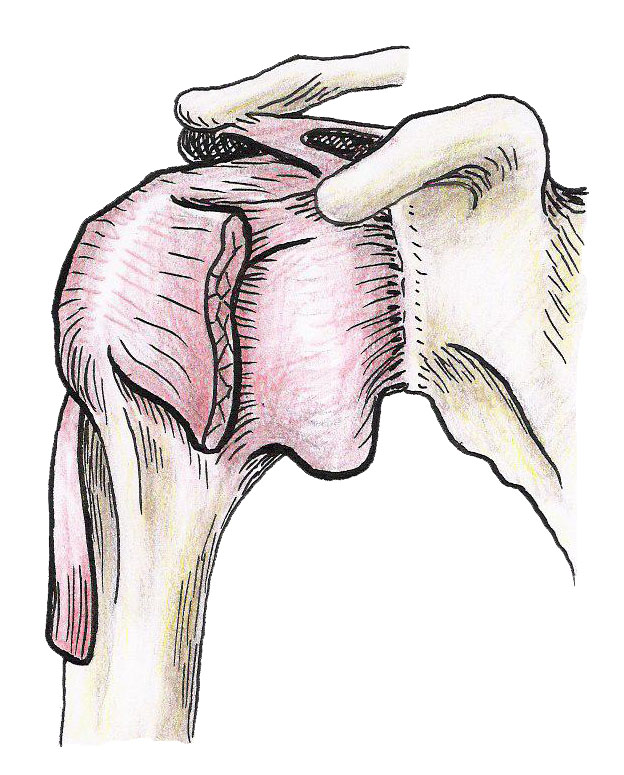
Capsule scapulohumérale.

Le cartilage est un tissu destiné à protéger l'os qu'il recouvre. Il permet ou limite la mobilité de l'articulation. Sa surface lisse permet le glissement d'autres surfaces équivalentes. Si les contraintes qu'il reçoit dépassent son seuil de résistance, il peut être lésé : aminci ou fissuré.[réf. nécessaire]
Les tissus qui entourent directement l'articulation : les capsules et les ligaments, assurent passivement le maintien des articulations tout en permettant les mouvements propres à chacune.
Ces tissus sont, pour la plupart, peu élastiques[réf. nécessaire] (c'est-à-dire que si on les déforme en les distendant, ils ne reprennent pas ensuite leur longueur initiale). Ils doivent être respectés comme tels. En effet, ils sont riches en nerfs sensitifs. Ce sont eux qui informent le cerveau de leurs éventuels étirements lors des mouvements.[réf. nécessaire]

### États du muscle dans la posture

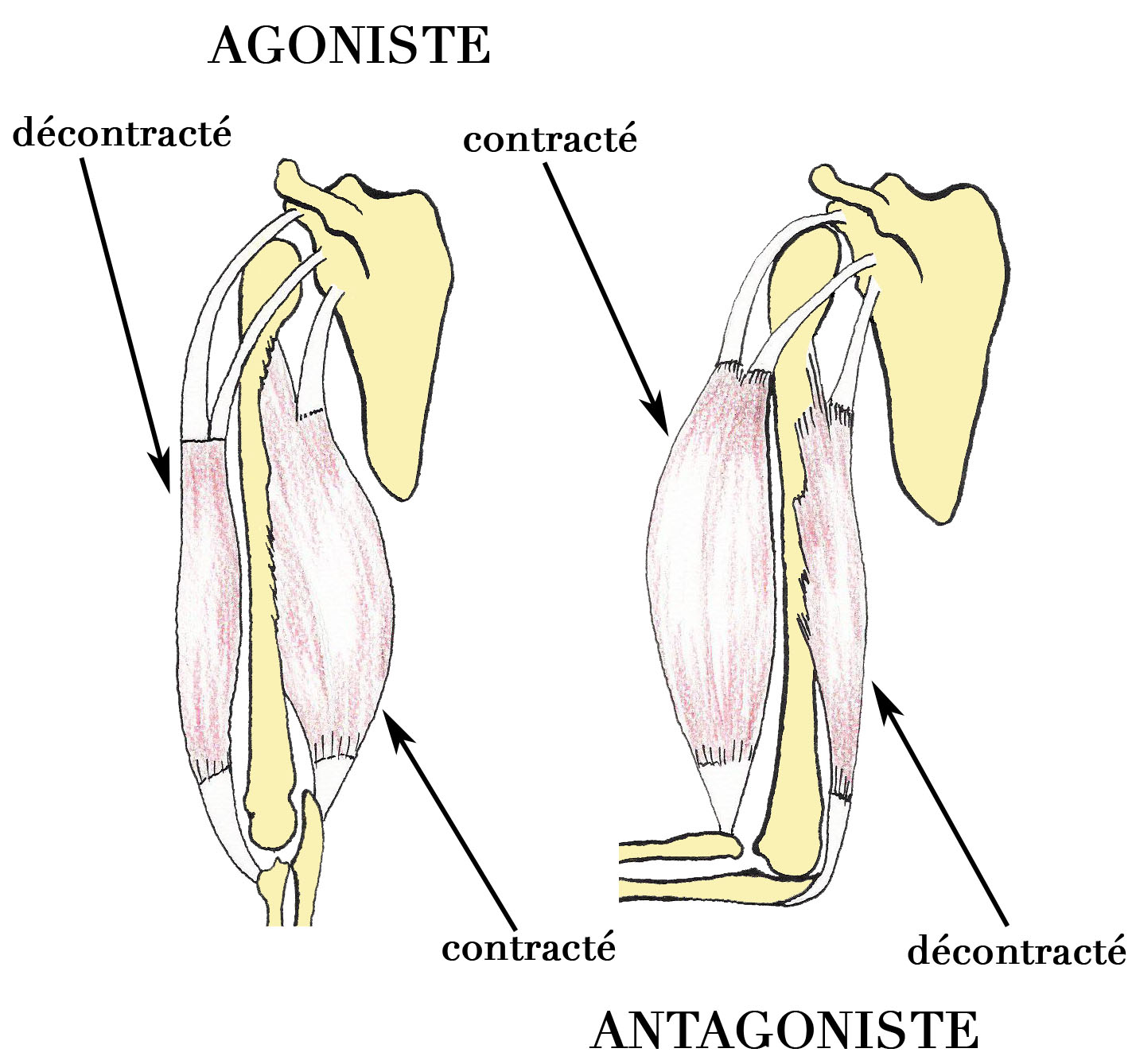
Agoniste et antagoniste

Dans une posture, le muscle peut se trouver dans trois états :

#### Détente
Pour un relâchement optimal du muscle, il faut que l'articulation mobilisée ne soit ni en besoin de maintien, ni en risque de luxation. La posture classique de relaxation est śavāsana.

#### Étirement
Quand il est actif, l'étirement éloigne les points d'insertion du muscle dans la limite d'une impression bénéfique, sans rapport avec la sensation de déchirement ou de brûlure. Cette situation amènera un assouplissement, si le rythme de l'exercice est lent.

#### Contraction
Lorsque le muscle se contracte, il tente de rapprocher ses points d'insertion. En fait, bien souvent lors de sa contraction, le muscle subit un étirement latent, soit par son antagoniste, soit par la gravitation. Quand le muscle agoniste se contracte, automatiquement son antagoniste (qui produit le mouvement contraire) se détend.

### Autres conséquences des postures

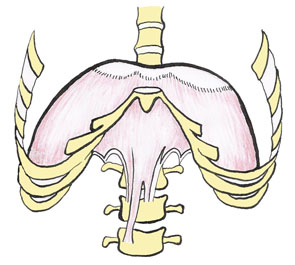
Diaphragme.

Le yoga pose deux règles simples pour la synchronisation respiratoire lors des enchaînements dynamiques :
- de préférence inspirer dans une posture d'ouverture et éviter d'inspirer dans un mouvement qui comprime la cage thoracique.
- l'expiration devrait logiquement avoir lieu sur une flexion, tout en sachant qu'expirer dans une extension ne constitue pas une erreur physiologique.

L'allongement de l'expiration prépare une meilleure inspiration. Elle favorise un meilleur fonctionnement du diaphragme. Cet approfondissement du souffle aide à diminuer le flux des pensées.
La concentration va inclure des aspects divers comme la vitesse, l'adresse et la coordination. Du point de vue du yoga, persévérer dans la stabilité posturale, favorise la concentration et à la longue, la stabilité psychologique. Tout en favorisant un meilleur fonctionnement du diaphragme, l'attention portée au souffle aide à diminuer le flux des pensées. Ces apprentissages de base nécessitent plusieurs mois de pratique.
La pratique régulière des āsana et du prāṇayāma déployée dans une ambiance tranquille et sans compétition conduit à un moment de silence, d'arrêt des perturbations du mental.
Au fil des années de pratique, la concentration perd de son caractère volontariste pour devenir attention sans intention. Progressivement, cette attention s'intègre à tous les instants de la vie, même dans les plus petits événements. Le devoir quotidien perd de sa pesanteur, en permettant l'ouverture au discernement et à l'humilité.

### Textes fondateurs
- Svâtmârâma, Hathayoga-Pradîpikâ (XVe s. avec le commentaire de Brahmânanda, trad.et présentation par Tara Michaël, Paris, Fayard, 2007.
- Gheranda samhitâ, traité classique de hatha-yoga, trad. par Jean Papin, Paris, Almora 2005.
- Shiva samhitâ, traité classique de Hatha-yoga, trad. par Jean Papin, Paris Almora 2013.
- Tara Michaël, La Centurie de Goraksa et le Guide des Principes des Siddhas, édition critique et trad., PARIS, Almora 2005
- Upanishads du Yoga, traduites et présentées par Jean Varenne, Unesco Gallimard 1971.

### Études sur le Haṭha Yoga
- (en) Swami Sivananda Radha, Hatha Yoga : The Hidden Language : Symbols, Secrets & Metaphor, Kootenay Bay, B.C, Timeless Books, 2006, 277 p. (ISBN 978-1-932018-13-4 et 1-932-01813-1, OCLC 64080568, présentation en ligne).
- James Mallinson, Mark singleton, Les racines du Yoga, Paris, Editions Almora, 2020, 476 p.  (ISBN 978-2-35118-427-1)

### Manuels contemporains
- André Van Lysebeth Pranayama, la dynamique du souffle, Paris, Flammarion, 1971
- Eva Ruchpaul Hatha-Yoga, Paris, éditions Denoël, 1965
- Clara Truchot Hatha-Yoga : Les Torsions vertébrales, santé et souplesse du dos, Paris, Courrier du Livre 1998
- Yvonne Millerand Guide pratique de Hatha-Yoga, Paris, Calmann-Lévy, 2° éd., 1988
- André Van Lysebeth J'apprends le Yoga, Ed. Flammarion
- André Van Lysebeth Ma séance de Yoga, Ed. Flammarion
- André Van Lysebeth Je perfectionne mon Yoga, Ed. Flammarion